# Dagoberto Campos Salas
Dagoberto Campos Salas est un prélat costaricien de l'Église catholique qui travaille au service diplomatique du Saint-Siège. Il est nonce apostolique au Panama (en) depuis 2022. Il est le premier natif du Costa Rica à porter le titre de nonce apostolique.

## Biographie
Fils de Dimas Campos et Benilda Salas, Salas est né le 14 mars 1966 à Puntarenas, Costa Rica, et après l'âge de dix ans a vécu à Abangares et Poás. Il est ordonné prêtre le 22 mai 1994 pour le diocèse de Tilarán-Liberia et passe l'année suivante en tant qu'aumônier du palais présidentiel pendant l'administration du président José María Figueres Olsen
Il obtient un diplôme en droit canonique et étudie à l'Académie pontificale ecclésiastique de 1995 à 1999

## Carrière diplomatique
Il entre au service diplomatique du Saint-Siège le 1er juillet 1999, remplissant des missions dans les nonciatures du Soudan (en) (1999-2003), du Chili (en) (2003-2006), de la Suisse, de la Turquie (en) et du Mexique (en).
Le 28 juillet 2018, le pape François le nomme nonce apostolique au Liberia (en) et archevêque titulaire de Forontoniana (de). Salas est ordonné évêque par le cardinal Pietro Parolin à la basilique Saint-Pierre le 29 septembre 2018. Il se voit confier des responsabilités supplémentaires en tant que nonce en Gambie le 17 août 2018 et en Sierra Leone (en) le 17 novembre 2018.
Au Liberia, il reçoit une plainte pour abus de la part de deux évêques concernant un ancien prêtre ; avec le chef de la Conférence des évêques du Liberia, il se rend au Vatican en juin 2019 pour discuter des accusations et des dénégations des évêques.
Le 14 mai 2022, le pape François le nomme nonce apostolique au Panama (en)